# مارکوس ولس
مارکوس ولس (انگلیسی: Marcos Vales؛ زادهٔ ۵ آوریل ۱۹۷۵) بازیکن فوتبال اهل اسپانیا است.
از باشگاه‌هایی که در آن بازی کرده‌است می‌توان به باشگاه ورزشی رئال مایورکا، باشگاه فوتبال رئال ساراگوسا، باشگاه فوتبال اسپورتینگ خیخون، باشگاه فوتبال دپورتیوو لاکرونیا، و باشگاه فوتبال سویا اشاره کرد.
وی همچنین در تیم‌های ملی فوتبال زیر ۱۸ سال اسپانیا، زیر ۲۱ سال اسپانیا، و اسپانیا بازی کرده‌است.